# Leiophron antennalis
Leiophron antennalis är en stekelart som beskrevs av Walter Douglas Hincks 1943. Leiophron antennalis ingår i släktet Leiophron och familjen bracksteklar. Arten är reproducerande i Sverige. Inga underarter finns listade i Catalogue of Life.